# ハイ・フォースの地主屋敷
『ハイ・フォースの地主屋敷』（ハイ・フォースのじぬしやしき、原題 The Grange at High Force、米国版では The Adventure at High Force）は、イギリスのフィリップ・ターナー作の児童向け小説。1965年のカーネギー賞受賞作品。神宮輝夫による日本語訳が岩波書店より1969年に刊行されている。挿絵はウィリアム・パパーズ。海とムーア（荒地）に挟まれた、イングランド北部の架空の工場町ダーンリー・ミルズ（Darnley Mills）を舞台とした冒険シリーズとして、「シェパートン大佐の時計」（原題 Colonel Sheperton's Clock）に続く第2作目であり、3作目の「シーペリル号の冒険」（原題 Sea Peril）に続く。さらに日本語訳のまだない6作品が続いている。

## 登場人物
- デイビド・ヒューズ David Hughes　大工の息子。空想好きで、海での暮らしに憧れている。
- アーサー・ラムズギル Arthur Ramsgill　ムーアの縁にあるブラックロック農場の息子。運動に長ける。
- ピーター・ベクフォード Peter Beckford 牧師の息子。発明家で、機械好き。

## ダーンリー・ミルズの冒険シリーズ
- フィリップ・ターナー 『シェパートン大佐の時計』神宮輝夫 訳、岩波書店、1968年。 ISBN 978-4001106602
- フィリップ・ターナー 『ハイ・フォースの地主屋敷』神宮輝夫 訳、岩波書店、1969年。ISBN 978-4001106619
- フィリップ・ターナー『シーペリル号の冒険』神宮輝夫 訳、岩波書店、1976年。ISBN 978-4001106886
- Steam on the Line, (Oxford: University Press, 1968)
- War on the Darnel, (Oxford: University Press, 1969) ISBN 978-9997508256, ISBN 978-0863910616
- Devil's Nob, (London: Hamilton, 1970)
- Powder Quay, (London: Hamilton, 1971)
- Dunkirk Summer, (London: Hamilton, 1973)
- Skull Island, (London: Dent, 1977) ISBN 978-0460068352